# Zotoltitlán
Zotoltitlán es una localidad del estado mexicano de Guerrero. Es parte del municipio de Mártir de Cuilapan.

## Toponimia
El nombre «Zotoltitlán» proviene de los términos en náhuatl: tzotollin, sotol; tlan, lugar de abundancia. Su significado es «lugar entre los sotoles».

## Demografía
| Gráfica de evolución demográfica |
|                                  |

| Censo | Población |
| ----- | --------- |
| 1900  | 232       |
| 1910  | 357       |
| 1921  | 356       |
| 1930  | 443       |
| 1940  | 628       |
| 1950  | 806       |
| 1960  | 930       |
| 1970  | 1 016     |
| 1980  | 1 317     |
| 1990  | 1 692     |
| 2000  | 1 827     |
| 2010  | 2 247     |
| 2020  | 2 712     |